# NGC 6990
NGC 6990 is een spiraalvormig sterrenstelsel in het sterrenbeeld Indiaan. Het hemelobject werd op 9 juli 1834 ontdekt door de Britse astronoom John Herschel.

## Synoniemen
- ESO 187-43
- IRAS 20562-5545
- PGC 65862